# 韋弘景
韋 弘景（い こうけい、766年 - 831年）は、唐代の官僚。本貫は鄭州陽武県。

## 経歴
興道県令の韋堯の子として生まれた。宣州司戸参軍の韋嗣立の孫にあたる。貞元年間、進士に及第し、汴滑従事・浙東従事を歴任した。
元和3年（808年）、弘景は左拾遺に任じられ、集賢院学士をつとめ、左補闕に転じた。ほどなく翰林学士となった。普潤鎮使の蘇光栄が涇原節度使となり、弘景が詔を起草するにあたって、蘇光栄の功を書き漏らしたため、翰林学士を罷免され、司門員外郎に転じた。吏部員外郎・左司郎中を歴任し、度支郎中に転じた。張仲方が李吉甫の諡を貶めたことから、憲宗の怒りを買い、左遷された。弘景は張仲方と仲が良かったため、連座して綿州刺史に出された。宰相の李夷簡が淮南節度使として出向すると、弘景はその下で節度副使をつとめた。入朝して京兆少尹となり、給事中に転じた。
長慶元年（821年）、穆宗が駙馬都尉の劉士涇を太僕寺卿として任用しようとしたところ、弘景はその詔書を封還し、劉士涇を非難したため、穆宗の怒りを買って、安南邕管宣撫使として出された。
弘景は宰相の蕭俛を議論で補佐し、刑部侍郎に任じられた。長慶4年（824年）、吏部侍郎に転じた。宝暦2年（826年）、陝虢観察使として出向した。大和2年（828年）、召還されて尚書左丞に任じられた。大和3年（829年）、礼部尚書に転じた。大和4年（830年）、刑部尚書・東都留守となった。
大和5年（831年）5月、死去した。享年は66。尚書左僕射の位を追贈された。

## 伝記資料
- 『旧唐書』巻157 列伝第107
- 『新唐書』巻116 列伝第41